# Athéna Areia
 (mai 2019).
Si vous disposez d'ouvrages ou d'articles de référence ou si vous connaissez des sites web de qualité traitant du thème abordé ici, merci de compléter l'article en donnant les références utiles à sa vérifiabilité et en les liant à la section « Notes et références ».
Athéna Areia (grec ancien : Ἀρεία) était Athéna la Guerrière. Son épiclèse Areia, sectaire de la déesse grecque Athéna, est celle sous laquelle elle était vénérée à Athènes.
Le culte d'Athéna sous ce nom aurait été institué par Oreste après qu'il eut été acquitté par l'Aréopage du meurtre de sa mère. C'est Athéna Areia qui lui donna une voix prépondérante dans les cas où les Aréopagites étaient également divisés. Il existe des preuves écrites d'un sacerdoce distinct pour cet aspect d'Athéna, mais nous ne disposons que de fragments incomplets, principalement un serment du clergé à Acharnae.
De ces circonstances, il a été supposé par certains savants (principalement au XIXe siècle) que le nom "Areia" ne devait pas être dérivé d'Arès, mais de "ara" (ἀρά), une prière, ou de "areo" (ἀρέω) ou "aresko" (ἀρέσκω), pour propitiate ou expier. Cela n'est pas considéré comme probable par les érudits modernes.